# Unniella multivirga
Unniella multivirga är en tvåvingeart som beskrevs av Ole Anton Saether 1982. Unniella multivirga ingår i släktet Unniella och familjen fjädermyggor. Inga underarter finns listade i Catalogue of Life.